# Lullaby (film, 2022)
Pour les articles homonymes, voir Lullaby.
Pour plus de détails, voir Fiche technique et Distribution.
Lullaby (Cinco lobitos) est un film espagnol réalisé par Alauda Ruiz de Azúa, sorti en 2022.

## Synopsis
Amaia, jeune maman, rentre dans sa famille au Pays basque.

## Fiche technique
Sauf indication contraire, les informations mentionnées dans cette section peuvent être confirmées par la base de données cinématographiques IMDb,  présente dans la section « Liens externes ».
- Titre : Lullaby
- Titre original : Cinco lobitos
- Réalisation : Alauda Ruiz de Azúa
- Scénario : Alauda Ruiz de Azúa
- Musique : Aránzazu Calleja
- Photographie : Jon D. Domínguez
- Montage : Andrés Gil
- Production : Manuel Calvo, Marisa Fernández Armenteros et Nahikari Ipiña
- Société de production : Buena Pinta Media, Encanta Films, Euskal Irrati Telebista, Orange, Radio Televisión Española, Sayaka Producciones Audiovisuales, The Screen et Ventana CineMad
- Pays :  Espagne
- Genre : Drame
- Durée : 104 minutes
- Dates de sortie : 
  -  Espagne : 20 mai 2022

## Distribution
- Laia Costa : Amaia
- Susi Sánchez : Begoña
- Ramón Barea : Koldo
- Mikel Bustamante : Javi
- José Ramón Soroiz : Iñaki
- Asier Valdestilla García : Eneko
- Justi Larrinaga : Miren
- Isidoro Fernández : Antxon

## Distinctions
Les distinctions mentionnées dans cette section peuvent être confirmées par la base de données IMDb.

### Récompenses
- Prix Gaudí 2023 : meilleur film européen
- Prix Feroz 2023 : meilleure actrice pour Laia Costa, meilleure actrice dans un second rôle pour Susi Sánchez et meilleur scénario
- Prix Goyas 2023 : meilleure actrice pour Laia Costa, meilleure actrice dans un second rôle pour Susi Sánchez et meilleur nouveau réalisateur
- Prix Platino 2023 : meilleure actrice pour Laia Costa et meilleure actrice dans un second rôle pour Susi Sánchez[2]

### Nominations
- Prix Feroz 2023 : meilleur film dramatique, meilleur réalisateur, meilleure actrice pour Laia Costa, meilleure actrice dans un second rôle pour Susi Sánchez, meilleur acteur dans un second rôle pour Ramón Barea, meilleur scénario et meilleure musique originale
- Prix Goyas 2023 : meilleur film, meilleure actrice pour Laia Costa, meilleure actrice dans un second rôle pour Susi Sánchez, meilleur acteur dans un second rôle pour Ramón Barea, meilleur espoir masculin pour Mikel Bustamante, meilleur scénario original, meilleur nouveau réalisateur, meilleure direction de production, meilleur montage, meilleure photographie et meilleur son
- Prix Platino 2023 : meilleure actrice pour Laia Costa, meilleure actrice dans un second rôle pour Susi Sánchez, meilleur acteur dans un second rôle pour Ramón Barea, meilleure musique, meilleur premier film de fiction, Cinéma et Éducation aux Valeurs